# Église Sainte-Madeleine d'Erquinvillers
Pour les articles homonymes, voir Église Sainte-Madeleine.
L'église Saint-Madeleine est une église paroissiale se situant à Erquinvillers, Chaussée Brunehaut (partie sud), à environ 130 mètres d'altitude. Il y a une messe tous les 2 mois environ. L'église est rattachée à la paroisse du Pays de Chaussée qui a comme curé le père Jean-Frédéric Plateaux et comme vicaire le père Bruno Bonini.

## Culture populaire
L'église est une arène dans le jeu Pokémon Go[réf. nécessaire].